# Johannes Friedrich (théologien)
Johannes Friedrich (né le 5 mai 1836 à Poxdorf, mort le 19 août 1917 à Munich) est un théologien vieux-catholique bavarois.

## Biographie
Johannes Friedrich est ordonné prêtre en 1859. De 1859 à 1862, il est chapelain à Markt Scheinfeld. En 1862, il reçoit l'habilitation universitaire avec une étude sur la théologie de Jan Hus supervisée par Ignaz von Döllinger. De 1862 à 1865, il est maître de conférences privé, de 1865 à 1873 professeur associé et à partir de 1873 professeur titulaire à l'université de Munich.
Le cardinal Gustave-Adolphe de Hohenlohe-Schillingsfürst nomme Friedrich en 1869 sur la base d'une recommandation de Döllinger comme son conseiller théologique au premier concile œcuménique du Vatican. Les délibérations du concile, y compris la proclamation du dogme de l'infaillibilité pontificale, sont consignées dans un journal de Friedrich, dont la publication fait sensation. Avec l'historien John Emerich Edward Dalberg-Acton, il rassemble les documents sur lesquels Döllinger base son livre Römischebriefe vom Concil. De retour de Rome, Friedrich et Döllinger refusent de reconnaître les décisions du concile. Tous deux sont excommuniés le 17 avril 1871 par l'archevêque Gregor von Scherr. Ses ouvrages sur le concile Vatican I sont mis à l’Index librorum prohibitorum aussitôt leurs parutions. Il reste ami avec Ignaz von Döllinger jusqu'à sa mort.
Friedrich participe à la fondation de la Faculté vieille-catholique de Berne, qu'il ouvre avec le discours Der Kampf gegen die deutschen Theologen und theologischen Fakultäten. Il prend un congé de sa chaire et donne des conférences pendant un semestre à Berne en 1875. Puis il retourne à Munich. En raison des tensions persistantes entre les professeurs catholiques romains et leur collègue désormais vieux-catholique, il est transféré de la faculté de théologie à la faculté de philosophie en 1882. Il publie de nombreux livres sur l'histoire de l'Église et l'histoire des dogmes au Moyen Âge et au début de la période moderne.
En 1880, Friedrich est membre à part entière de l'Académie bavaroise des sciences.